# Лангбен, Юлиус
Юлиус Лангбен (нем. Julius Langbehn, 26 марта 1851, Хадерслебен, тогда Пруссия — 30 апреля 1907, Розенхайм) — немецкий поэт, политический публицист консервативно-националистического направления.
Участвовал добровольцем во франко-прусской войне 1870 года. Затем изучал историю искусства и археологию, путешествовал по Италии. В 1889 г. сблизился с больным Ницше и стал лечить его психотерапевтическими средствами, но был отвергнут родственниками философа. Отличался крайним антисемитизмом.
Автор наделавшей много шума в своё время брошюры «Рембрандт как воспитатель» (Rembrandt als Erzieher; с 1890 по 1892 выдержала 40 изданий), в которой порицалось всё современное ему направление германской жизни и в виде единственного действительного средства рекомендовалось обращение к искусству и к культу индивидуальности. Рембрандт как наиболее индивидуальный из всех германских художников должен являться, по мнению Лангбена, исходной точкой при предлагаемом им художественном воспитании.
Последователем Лангбена выступил Нерлих в книге «Dogma vom klassischen Altertum» (1894), обратившей на себя внимание нападками на культ эллино-римского мира, по мнению автора — чрезвычайно вредный для человечества.
Книга Лангбена вызвала в Германии много пародий. Сегодня он рассматривается как один из идейных предшественников нацизма.